# В-1000
В-1000 (по кодификации НАТО «GAFFER») — советская противоракета разработки МКБ «Факел» для системы противоракетной обороны «Система А», предназначенная для уничтожения атакующих боеголовок межконтинентальных баллистических ракет в верхних слоях атмосферы.
4 марта 1961 года противоракетой В-1000 был перехвачен имитатор боевого блока баллистической ракеты (Р-12), чем доказана возможность создания систем стратегической противоракетной обороны против ракет большого радиуса действия.

## Конструкция

### Ракета
Ракета В-1000 — двухступенчатая, выполнена по нормальной аэродинамической схеме с Х-образным расположением крыльев и цельноповоротных рулей. В качестве маршевого двигателя используется ЖРД. Ракета оснащена твердотопливным стартовым ускорителем ПРД-33, развивающем тягу около 200 тонн, на котором установлен трехплоскостной стабилизатор. Максимальная скорость ракеты составляет около 1500 м/с, а средняя по траектории — более 1000 м/с. Система управления позволяет эффективно осуществлять перехват высокоскоростных баллистических целей на высотах до 25 км.
В изначальной концепции наведение противоракеты осуществлялось по радиокомандам с земли. В 1961—1963 годах были отработаны тепловые головки самонаведения разработки Государственного оптического института, наводящиеся на нагревшиеся от сопротивления воздуха в плотных слоях атмосферы боевые блоки.
В базовой модификации поражение цели осуществляется осколочной боевой частью, состоявшей из 16 тысяч шариков с ядром из карбида вольфрама, тротилового заряда и стальной оболочки. В 1961 году на ракете была испытана специальная (ядерная) боевая часть. Подрыв боевой части осуществляется по радиокоманде с пункта управления. На более поздних модификациях были отработан также и оптический взрыватель.
Весь процесс управления ракетой полностью автоматизирован с использованием цифровых ЭВМ, что для конца 1950-х — начала 1960-х годов было значительным достижением.

### Пусковая установка
Запуск В-1000 производился со стационарной поворотной по двум координатам (азимут и угол места) рельсовой пусковой установки, рассчитанной на одну ракету.

## ТТХ ракеты[5]
- Высота перехвата: 23—28 км
- Тип ракеты: двухступенчатая противоракета
- Масса ракеты: 8700 кг
- 1-я ступень: твердотопливная
  - Тяга первой ступени 200 т
  - Время работы первой ступени 3—4 с
  - Скорость после разгона 630 м/с
- 2-я ступень: жидкостная
  - Тяга второй ступени: 10 т
  - Время работы второй ступени: 36—42 с
  - Скорость после разгона: 1500 м/с
- Боевая часть: осколочная, 16 000 шариков диаметром 24 мм (взрывчатое вещество) внутри которого 10 мм карбидвольфрамовое ядро
  - Масса БЧ: 500 кг
  - Зона поражения БЧ: 75 м
- Тип наведения: радиокоррекция управление по 3 точкам.

## Испытания

### Автономные испытания

Ракета В-1000 с 4 ускорителями ПРД-18, использовавшаяся в первых бросковых пусках

Автономные испытания ракет В-1000 велись с октября 1956 года по февраль 1960 года, в ходе которых было произведено 25 пусков. Первые бросковые пуски противоракеты проводились с временной стартовой позиции на полигоне Сары-Шаган. Для ускорения процесса испытаний первые пуски В-1000 осуществлялись не со штатным ускорителем ПРД-33, а с 4 ускорителями ПРД-18 от ракет 1Д ракетного комплекса ПВО С-75, к тому моменту уже запущенных в серийное производство.
Первый пуск В-1000 был произведён 13 октября 1957 года — ракета была запущена с наклонной ПУ под углом 45° к горизонту, двигатель второй ступени не включался. Было произведено 3 подобных пуска. 21 июня 1958 года в четвёртом по счёту пуске был впервые запущен ЖРД второй ступени, а 31 августа 1958 года В-1000 была впервые испытана со штатным ускорителем ПРД-33 и достигла скорости 1500 м/с.
В 1959 году на полигоне завершилось оборудование пусковых установок стартовых позиций, а ракета была запущена в серийное производство. Темпы испытаний значительно ускорились, и уже 11 февраля 1960 года состоялся последний, 25-й автономный пуск В-1000. В дальнейшем противоракета испытывалась по перехвату реальных целей.

### Испытания по перехвату целей

Кадры киносъёмки момента перехвата противоракетой В-1000 боевого блока Р-12, разница между кадрами 5 миллисекунд. 1961 год. Из архива МКБ «Факел»

Испытания экспериментальной системы ПРО «А» с ракетами В-1000 начались в ноябре 1960 года на полигоне Сары-Шаган в районе озера Балхаш. Радиолокационное обеспечение осуществлялось стационарной РЛС дальнего обнаружения «Дунай-2». Стрельбы производились с полигона Капустин Яр в астраханской области.
24 ноября 1960 года противоракета В-1000, не оснащённая боевой частью, выполнила успешный «перехват» ракеты Р-5, сблизившись с ней на расчётное расстояние.
Следующие 5 пусков баллистических ракет не были перехвачены по различным причинам — 31 декабря 1960 года неожиданно пропал сигнал сопровождения, 13 января 1961 года на 39 секунде полёта пропал сигнал бортового ответчика ракеты. По трём другим баллистическим ракетам пусков противоракет не производилось.
4 марта 1961 года запущенная с Кап-Яра баллистическая ракета Р-12 была полностью штатно перехвачена противоракетой В-1000. Радиолокационная станция обнаружила запущенную ракету на дистанции порядка 1500 км, автоматикой была вычислена траектория ракеты и осуществлён пуск противоракеты. В расчётный момент произошла детонация боевого снаряжения противоракеты, что вызвало, по данным кинофоторегистрации, разрушение в воздухе боевой части баллистической ракеты. Этот случай является первым в мировой истории полностью успешным перехватом баллистической ракеты такой дальности. День 4 марта отмечается как день противоракетной обороны.
В дальнейшем было произведено ещё 10 успешных перехватов баллистических ракет Р-5 и Р-12, в ходе которых отрабатывались различные технические решения противоракетной обороны.

## Дальнейшая судьба В-1000

### Влияние на развитие ракетных технологий
В-1000 впервые в мире доказала на практике возможность защиты от ранее считавшихся абсолютным оружием баллистических ракет с ядерными боеголовками. До испытаний системы «А» идея сбивать ракеты ракетами многими высокопоставленными военными воспринималась как абсурдная, но после успешных испытаний противоракетная оборона стала самостоятельным направлением ракетной техники. Отработанные в В-1000 технологии в дальнейшем активно использовались при разработке зенитных ракет как для задач противовоздушной, так и противоракетной обороны.
При этом, динамичное развитие средств ракетного нападения (увеличение забрасываемого веса и мощности боевых блоков, введение в состав МБР средств преодоления ПРО) в совокупности с ограничениями В-1000 (прежде всего по высотности и зоне гарантированного поражения осколочной боевой части) определили решение руководства СССР о перспективности разработки новой ракеты В-1100 (5В61) с увеличенной высотностью и ядерным боевым оснащением, на основе которой была создана система ПРО А-35.

### Использование ракет В-1000
На основе ракет В-1000 была создана геофизическая ракета 1Я2ТА, выводившая в космическое пространство ионосферную лабораторию «Янтарь». Возможности ракеты позволяли доставить полезный груз на высоту около 400 км. Было проведено по разным данным от 5 до 7 пусков «Янтаря», в ходе которых испытывались различные конструкции электрических ракетных двигателей и взаимодействие с ионосферной плазмой.
Часть ракет была превращена в музейные экспонаты. Одна из таких музейных ракет размещена в городе Приозёрск, Казахстан, рядом с полигоном Сары-Шаган. Эту ракету можно увидеть на спутниковых снимках по координатам 46°01′50″ с. ш. 73°42′36″ в. д.